# Borja Carabante
Francisco de Borja Carabante Muntada (Madrid, 20 de enero de 1975), más conocido como Borja Carabante, es un político español del Partido Popular. Desde el 15 de junio de 2019 es el delegado del Área de Gobierno de Urbanismo, Medio Ambiente y Movilidad en el Ayuntamiento de Madrid. 

## Biografía
Licenciado en Economía por la Universidad Complutense de Madrid, yerno del exalcalde de Madrid José María Álvarez del Manzano. Borja Carabante está casado con Mónica Álvarez del Manzano y es padre de cuatro hijos.
Ha sido segundo teniente de alcalde de Madrid. Anteriormente, ha desempeñado cargos como director general de Carreteras y viceconsejero de Transportes, Infraestructuras y Vivienda de la Comunidad de Madrid. Ha sido diputado de la Asamblea de Madrid en la VI, VII y VIII Legislatura,y desde 2019 es el delegado del Área de Gobierno de Urbanismo, Medio Ambiente y Movilidad en el Ayuntamiento de Madrid

## Polémicas
Su gestión como Delegado del Área de Gobierno de Urbanismo, Medio Ambiente y Movilidad, ha suscitado numerosas polémicas y protestas vecinales, principalmente en relación a la construcción de nuevos cantones de limpieza y bases del SELUR, como el cantón de Vicálvaro, el cantón de Hortaleza, o el cantón y base del SELUR proyectados en Montecarmelo.